# Klaus Lang (Politiker)
Klaus Lang (* 1938) ist ein deutscher Politiker (CDU). Von 1978 bis 2003 war er Bürgermeister der Landeshauptstadt Stuttgart.

## Leben
Lang studierte Rechtswissenschaft und Wirtschaftswissenschaft. Er wurde promoviert. Anschließend war er in der Finanzverwaltung und im Staatsministerium Baden-Württemberg tätig, zuletzt als Regierungsdirektor. Ab 1971 war er für die CDU Mitglied des Stuttgarter Gemeinderats.
1978 wurde Lang vom Stuttgarter Gemeinderat zum Bürgermeister bzw. Beigeordneten für Recht, Sicherheit und Ordnung gewählt. Später wurde er Bürgermeister für Finanzen und Beteiligungen. 1996 wurde er schließlich als Nachfolger von Gerhard Lang vom Gemeinderat zum Ersten Bürgermeister und Stellvertreter des Oberbürgermeisters der Landeshauptstadt Stuttgart gewählt. Er amtierte bis zum Jahresende 2003; im Amt des Ersten Bürgermeisters folgte ihm Michael Föll nach. Lang verband stets ein enges Vertrauensverhältnis mit dem langjährigen Stuttgarter Oberbürgermeister Manfred Rommel.

## Ehrenamt
Von 2008 bis 2022 war Lang Vorsitzender von Haus & Grund Stuttgart.

## Sonstiges
Lang gründete 2009 die „Dr. Klaus Lang Stiftung“ als Treuhandstiftung unter dem Dach der Caritas Gemeinschafts-Stiftung Stuttgart.

## Ehrungen und Auszeichnungen
- Staufermedaille (2023)[4]